# Фонтниј (Горња Гарона)
Фонтниј (фр. Fontenilles) насеље је и општина у јужној Француској у региону Миди Пирене, у департману Горња Гарона која припада префектури Мире.
По подацима из 2005. године у општини је живело 3352 становника, а густина насељености је износила 144 становника/km². Општина се простире на површини од 20,22 km². Налази се на средњој надморској висини од 200 метара (максималној 280 m, а минималној 174 m).

## Демографија
| 1962. | 1968. | 1975. | 1982. | 1990. | 1999. | 2011. |
| ----- | ----- | ----- | ----- | ----- | ----- | ----- |
| 426   | 528   | 1.215 | 1.791 | 2.262 | 2.920 | 4.803 |

График промене броја становника у току последњих година